# Asahi, Chiba
Asahi (japanska 旭市; Asahi-shi) är en stad i prefekturen Chiba på den östra delen av ön Honshu. Den har cirka 70 000 invånare. Staden är belägen vid Stilla havets kust och utgör den allra ostligaste delen av Tokyos storstadsområde. Asahi fick stadsrättigheter 1 juli 1954, och staden utökades 1 juli 2005 då tre närliggande samhällen slogs samman med staden.